# Las puertitas del Sr. López
Las puertitas del Sr. López és un còmic fantàstic argentí creat pel guionista Carlos Trillo i el dibuixant Horacio Altuna.

## Trajectòria editorial
Va aparèixer a l'octubre de 1979 en la revista El Péndulo, i en 1980 va passar a la revista Humor, en el context d'una època de censura i dictadura. Dos àlbums reuneixen totes les historietes publicades:
- Las Puertitas del Sr. López Nº 1. Ediciones de la Urraca, 1982. 25 historietes. Pròleg de Juan Sasturain.
- Las Puertitas del Sr. López Nº 2. Ediciones de la Urraca, 1988. 13 historietes. Pròleg de Marcelo Figueras.

També va ser publicat a Espanya per Toutain Editor en dos volums, i va ser reeditat per Planeta de Agostini quan esta es va fer amb els drets de l'obra d'Altuna.

## Argument
Construïda com una denúncia de la dictadura cívico-militar, i sobretot de la falta de llibertat d'expressió que es vivia en aquella època, Las puertitas del Sr. López relata l'aclaparadora i rutinària vida del senyor López, un empleat d'oficina xicotet i grosset que viu turmentat pels seus caps, els seus veïns, els seus companys i la seua rondinaire esposa. Quan el món real se li fa intolerable, López utilitza com a escapatòria la seua imaginació, mitjançant la qual viatja a un món altern i interior, al que accedeix simplement per la porta de qualsevol bany. Allí, segons l'oportunitat, se li ofereixen visions paradisíaques o terrorífiques, i allí López troba els seus majors plaers i els seus més profunds temors.

## Llegat
Plena d'humor, picardia, excel·lents guions i dibuixos acompanyats d'un traçat en blanc i negre, hui dia Las puertitas del Sr. López és considerada com una de les fites del còmic argentí, a l'alçada de El Eternauta o Nippur de Lagash.

## Adaptació cinematogràfica
La historieta va ser adaptada al cinema en 1988, al film Las puertitas del señor López, dirigida per Alberto Fischerman i amb Lorenzo Quinteros en el paper del Sr. López. El guió va ser escrit per Carlos Trillo, Máximo Soto, Aldo Romero i Fischerman.